# Isabel Pallavicini
Isabel Pallavicini (fallecida en 1286), a veces Jezabel, fue la marquesa de Bodonitsa desde 1278. Sucedió a su hermano Ubertino y también heredó las posesiones italianas de su hermana mayor Mabilia en Parma. Los tres fueron los únicos hijos del primer marqués Guido. En 1278, el año de su sucesión, Isabel fue solicitada por su nuevo señor, Carlos de Anjou, para rendir homenaje a su nuevo vicario en Glarentsa. Cuando los barones del Principado de Acaya, de los cuales el gobernante de Bodonitsa era el mayor de los doce pares, se negaron a rendir homenaje al bailío Galeran d'Ivry como vicario general, la razón principal fue el ausentismo del primus inter pares, Isabel. Ella era vieja en su ascensión y no vivió mucho tiempo después. Murió sin descendencia y dejó abierto un conflicto de sucesión, que fue finalmente resuelto por el arbitraje de Guillermo I de Atenas, que actuando como bailío de Acaya, fallo en favor de su primo Alberto. De acuerdo con una conjetura por Karl Hopf, estaba casada con Antonio el Flamenco, que sobrevivió a ella durante mucho tiempo.
Ella es posiblemente la trobairitz conocida solamente como Ysabella.